# MSGタッグ・リーグ戦
MSGタッグ・リーグ戦（マディソン・スクエア・ガーデン・タッグ・リーグせん）は、新日本プロレスが1980年から1984年まで開催していた総当たりのタッグ・リーグ戦。毎年11月から12月にかけて行われていた。

## 概要
全日本プロレスの世界最強タッグ決定リーグ戦に対抗する形で始められた新日本プロレスのタッグ・リーグ戦。提携を結んでいたWWF代表のビンス・マクマホン・シニアの協力により、「マディソン・スクエア・ガーデン」の冠をつけて1978年から開催されていたMSGシリーズのタッグ版でもある。後のSGタッグ・リーグ戦やG1タッグ・リーグ戦に繋がっていくシリーズとなった。

## 試合形式
得点は、第1回から第3回大会まではフォール・ギブアップ勝ち（5点）、リングアウト・反則勝ち・不戦勝（4点）、引分け（2点）。第4回大会はフォール・ギブアップ勝ち・不戦勝（5点）、リングアウト勝ち（4点）、反則勝ち（3点）、引分け（3.5点）。第5回大会はフォール・ギブアップ勝ち・不戦勝（5点）、リングアウト・反則勝ち（4点）、引分け（2.5点）。得点上位2チームによって優勝決定戦が行われた。

## 第1回大会（1980年）
参加9チーム
- アントニオ猪木＆ボブ・バックランド 34点 ※優勝
- スタン・ハンセン＆ハルク・ホーガン 32点 ※準優勝
- アンドレ・ザ・ジャイアント＆ザ・ハングマン 26点
- タイガー・ジェット・シン＆上田馬之助 24点
- 坂口征二＆ストロング小林 20点
- 藤波辰巳＆木村健吾 15点
- ウィリアム・ルスカ＆バッドニュース・アレン 10点
- 長州力＆星野勘太郎 9点
- ジョニー・パワーズ＆オックス・ベーカー 0点

内容
猪木はWWF王者のバックランドと「帝王コンビ」を結成。当初、アンドレはイワン・プトスキー、パワーズはマスクド・スーパースター、長州はキラー・カーンと組んで出場の予定だった。パワーズ&ベーカーは途中帰国。シリーズ後半戦にはダスティ・ローデスが特別参加（リーグ戦には不出場）。

## 第2回大会（1981年）
参加10チーム
- アンドレ・ザ・ジャイアント＆レネ・グレイ 38点 ※優勝
- アントニオ猪木＆藤波辰巳 36点 ※準優勝
- テキサス・ロングホーンズ（スタン・ハンセン＆ディック・マードック） 36点
- タイガー戸口＆キラー・カーン 23点
- 坂口征二＆木村健吾 20点
- ラッシャー木村＆アニマル浜口 18点
- 長州力＆谷津嘉章 16点
- パット・パターソン＆バッドニュース・アレン 11点
- ザ・サモアンズ（サモアン1号＆サモアン2号）5点
- エル・カネック＆スーパー・マキナ 4点

内容
前年度優勝のバックランドのスケジュールが合わず、猪木は藤波との「師弟コンビ」で出場。首位がアンドレ組、2位は猪木組とハンセン組が同点で優勝戦進出決定戦となり、延長戦の末、猪木組が優勝戦へ進出するが、アンドレ組がグレイの巧さもあり初優勝。パターソンが途中帰国、サモアンズが負傷欠場と、2チームが戦線を離脱している。シリーズ前半戦にはホーガン、後半戦にはローデスとローラン・ボックが特別参加（リーグ戦には不出場）。ハンセンはシリーズ後に新日本プロレスを離脱し、全日本プロレスの世界最強タッグ決定リーグ戦の優勝戦においてブルーザー・ブロディ&ジミー・スヌーカのセコンドとして登場した。

## 第3回大会（1982年）
参加8チーム
- アントニオ猪木＆ハルク・ホーガン 28点 ※優勝
- キラー・カーン＆タイガー戸口 23点 ※準優勝
- 坂口征二＆藤波辰巳 22点
- ディック・マードック＆マスクド・スーパースター 21点
- アンドレ・ザ・ジャイアント＆レネ・グレイ 20点
- アドリアン・アドニス＆ディノ・ブラボー 9点
- エル・カネック＆ペロ・アグアヨ 4点
- ウェイン・ブリッジ（英語版）＆ヤング・サムソン 0点

内容
同年より日本陣営に加わっていたホーガンと猪木がコンビを結成。ダークホースのカーン組が追い込むも猪木組が優勝。ヨーロッパ代表のブリッジ組は途中帰国。

## 第4回大会（1983年）
参加9チーム
- アンドレ・ザ・ジャイアント＆スウェード・ハンセン 32点
- アントニオ猪木＆ハルク・ホーガン 28.5点 ※優勝
- ディック・マードック＆アドリアン・アドニス 27.5点 ※準優勝
- 長州力＆アニマル浜口 26.5点
- 藤波辰巳＆前田明 24点
- キラー・カーン＆タイガー戸口 16.5点
- 坂口征二＆木村健吾 14点
- ボビー・ダンカン＆カート・ヘニング 5点
- オットー・ワンツ＆ウェイン・ブリッジ 5点

内容
猪木&ホーガンが前年度優勝チームとして参加。ハンセンがマードック組との公式戦で負傷欠場に追い込まれ、アンドレ組は首位ながら優勝戦辞退。同年春のIWGPリーグ戦の優勝を争った猪木とホーガンであったが2連覇を達成した。ホーガンはシリーズ中にWWFと再契約、翌年1月にアイアン・シークを破りWWF世界ヘビー級王者となる。

## 第5回大会（1984年）
参加7チーム
- ディック・マードック＆アドリアン・アドニス 23点 ※準優勝
- アントニオ猪木＆藤波辰巳 22.5点 ※優勝
- アンドレ・ザ・ジャイアント＆ジェリー・モロー 21.5点
- 坂口征二＆木村健吾 13点
- タイガー戸口＆ケリー・ブラウン（英語版） 8点
- ストロング・マシーン1号＆2号 8点
- ハルク・ホーガン＆ワイルド・サモアン 0点

内容
この年、日本人選手の大量離脱（ジャパンプロレスとUWFへの移籍）に伴い参加チームが減少。また、参加予定だったダイナマイト・キッド＆デイビーボーイ・スミス（ブリティッシュ・ブルドッグス）が同時期に開催されていた全日本プロレスの世界最強タッグ決定リーグ戦に出場という電撃的な引き抜き事件も起こった。ホーガンも開幕戦以降欠場して途中帰国（怪我が表向きの理由ではあったがWWFでのスケジュールが優先された）。この翌年、新日本プロレスはWWFとの提携を解消し、「MSG」を冠としたリーグ戦も終了することとなった。